# Västra Hagen
Västra Hagen är en tätort i Kungsbacka kommun i Hallands län.
Orten ligger på västra sidan av Onsalahalvön.

## Befolkningsutveckling
| Befolkningsutvecklingen i Västra Hagen 1990–2020                                                                 | Befolkningsutvecklingen i Västra Hagen 1990–2020 | Befolkningsutvecklingen i Västra Hagen 1990–2020 | Befolkningsutvecklingen i Västra Hagen 1990–2020 | Befolkningsutvecklingen i Västra Hagen 1990–2020 |
| --- | ------------------------------------------------ | ------------------------------------------------ | ------------------------------------------------ | ------------------------------------------------ |
| |                                                  |                                                  |                                                  |                                                  |
| År |                                                  |                                                  | Folkmängd                                        | Areal (ha)                                       |
| 1990 | 1990                                             |                                                  | 536                                              | 174#                                             |
| 1995 | 1995                                             |                                                  | 644                                              | 167                                              |
| 2000 | 2000                                             |                                                  | 737                                              | 167                                              |
| 2005 | 2005                                             |                                                  | 810                                              | 167                                              |
| 2010 | 2010                                             |                                                  | 969                                              | 168                                              |
| 2015 | 2015                                             |                                                  | 1 319                                            | 289                                              |
| 2020 | 2020                                             |                                                  | 1 396                                            | 266                                              |
| Anm.: Ny tätort 1995. Sammanvuxen 2015 med småorterna Södergården, Källekärr och Bäcken och Rörvik # Som småort. |                                                  |                                                  |                                                  |                                                  |